# نیلوفر آبی آفریقای شرقی
 نیلوفر آبی آفریقای شرقی(نام علمی: Nymphaea colorata) نام یک گونه از سرده نیلوفر آبی است.